# Butzenrohrbach
Der Butzenrohrbach ist ein etwa einen halben Kilometer langer Bach im Gebiet der Gemeinde Kupferzell im baden-württembergischen Hohenlohekreis, der unterhalb des Wohnplatzes Neu-Kupfer der Gemeinde von links und Südwesten in die obere Kupfer mündet.

## Geographie

### Verlauf
Der Butzenrohrbach entsteht auf etwa 356 m ü. NHN an der Nordostseite des Damms der Bahnstrecke Crailsheim–Heilbronn. Zwischen Äckern links und rechts fließt der Bach in der Mitte seiner natürlichen Mulde in einem kahlen Graben leicht geschlungen in nordöstlicher bis allenfalls östlicher Richtung. Zuletzt liegt linksseits ein Wiesenstück an, nach dem der Bach auf etwa 351 m ü. NHN von links in die obere Kupfer einfließt.
Der Butzenrohrbach mündet nach 0,5 km langem Lauf mit mittlerem Sohlgefälle von etwa 9 ‰ rund 5 Höhenmeter unterhalb seines Ursprungs. Er hat keine offenen Zuflüsse.
Eine topographische Karte aus der ersten Hälfte des 20. Jahrhunderts zeigt einen stärker geschlängelten Lauf als heute; der Bach wurde also seitdem begradigt.

### Einzugsgebiet
Der Butzenrohrbach hat ein etwa 0,8 km² großes Einzugsgebiet, das naturräumlich zur Gänze in der Kupferzeller Ebene und Kocheneck liegt, einem Teil des Unterraums Westliche Hohenloher Ebene der Hohenloher und Haller Ebene. Der höchste Punkt am Weinberg-Sporn nördlich von Beltersrot erreicht etwa 396 m ü. NHN. Der größte Teil des Einzugsgebietes liegt südwestlich der Bahnlinie und des Bachbeginns. Außer im westlichsten Teil, wo es Wiesen und Obstwiesen vor allem am Hang gibt, wird es überwiegend auf großen, durch Flurbereinigung geschaffenen Stücken ackerbaulich genutzt. Vor dieser Maßnahme gab es in der sich bergseits der Bahnlinie weit fortsetzenden Talmulde große Wiesenanteile, die heute unterm Pflug stehen.
Ein nordöstlicher Siedlungszwickel des Weilers Beltersrot sowie ein großer Teil des Wohnplatzes Neu-Kupfer ragen ins Einzugsgebiet, es sind die einzigen und gewässerfernen Siedlungsplätze darin, die mit dem gesamten Gebiet zur Teilgemarkung Westernach der Gemeinde Kupferzell gehören.  
Das Einzugsgebiet des Butzenrohrbachs grenzt im Süden an das des Beltersroter Bachs, im Nordwesten an das des Flürlesbachs, die beide ober- bzw. unterhalb des Butzenrohrbachs ebenfalls zur Kupfer im Osten laufen.

## Geologie
Der Butzenrohrbach fließt durchweg in Schichthöhe des Lettenkeupers (Erfurt-Formation). Im westlichen Teil des Einzugsgebietes ist er auf gut der Hälfte der Gesamtfläche von Gipskeuper (Grabfeld-Formation) überlagert. Der Bach fließt in einem Band aus quartärem Schwemmland, das sich bergwärts teils deutlich breiter auf der anderen Seite der Bahnlinie fortsetzt.

## Natur und Schutzgebiete
Der Hanganstieg im äußersten Westen liegt im Landschaftsschutzgebiet Landschaftsteile im Raum Waldenburg und der überwiegende Teil des Einzugsgebietes südwestlich der Bahnlinie im Naturpark Schwäbisch-Fränkischer Wald.

### LUBW
Amtliche Online-Gewässerkarte mit passendem Ausschnitt und den hier benutzten Layern: Lauf und Einzugsgebiet des Butzenrohrbachs

Allgemeiner Einstieg ohne Voreinstellungen und Layer: Daten- und Kartendienst der Landesanstalt für Umwelt Baden-Württemberg (LUBW) (Hinweise)
1. 1 2 3  Höhe nach dem Höhenlinienbild auf dem Hintergrundlayer Topographische Karte.
2. ↑  Länge nach dem Layer Gewässernetz (AWGN).
3. ↑  Einzugsgebiet abgemessen auf dem Hintergrundlayer Topographische Karte.
4. ↑  Schutzgebiete nach den einschlägigen Layern.

### Andere Belege
1. 1 2  Alter Unterlauf und alte Landnutzung nach:
  - Meßtischblatt 6824 Hall von 1930 in der Deutschen Fotothek
2. ↑  Wolf-Dieter Sick: Geographische Landesaufnahme: Die naturräumlichen Einheiten auf Blatt 162 Rothenburg o. d. Tauber. Bundesanstalt für Landeskunde, Bad Godesberg 1962. → Online-Karte (PDF; 4,7 MB)
3. ↑  Geologie nach den Layern zu Geologische Karte 1:50.000 auf: Mapserver des Landesamtes für Geologie, Rohstoffe und Bergbau (LGRB) (Hinweise)